# Juan Pablo Ogalde
Juan Pablo Ogalde Zúñiga (Santiago de Chile, 24 de octubre de 1973) es un actor chileno de cine, televisión y teatro. Ganador de dos Premios APES, en 2004 fue elegido como uno de los "100 jóvenes líderes de Chile", según la revista "El Sábado" de El Mercurio.

## Biografía
Estudió su enseñanza secundaria en el Liceo José Victorino Lastarria, para luego ingresar a la Escuela de Teatro de Fernando González. El año 2000 participó en la Muestra de Dramaturgia con el montaje El Café de los Indocumentados, dirigido por Marcos Guzmán. También ha actuado bajo la dirección de Alfredo Castro en Morir y Patas de perro. Participó en El gran teatro del mundo dirigida por Rodrigo Pérez y Todos saben quien fue, dirigida por Ramón Griffero, en el contexto de la VII Muestra de Dramaturgia Nacional.
En cine, interpretó a Leo, el protagonista de Paraíso B (2002) de Nicolás Acuña y también actuó en Sangre eterna (2002) de Jorge Olguín. En televisión, realizó el papel de El Dardo en la teleserie Buen partido de Canal 13 y formó parte de la teleserie Puertas adentro, producción de Vicente Sabatini en TVN.
El año 2000, la Asociación de Periodistas de Espectáculos le otorgó el Premio APES como Actor Revelación por la obra Patas de perro y el año 2002 obtuvo esa misma distinción por su actuación en cine. En el año 2003, fue elegido como mejor actor por su papel de "M" en la película Sangre Eterna en el Festival de Cine de Horror de Los Ángeles (Screamfest Horror Film Festival).

## Filmografía

### Películas
| Cine | Cine                                    | Cine              | Cine              |
| Año  | Película                                | Rol               | Director          |
| ---- | --------------------------------------- | ----------------- | ----------------- |
| 2000 | Morir (o no)                            |                   | Ventura Pons      |
| 2002 | Paraíso B                               | Leo               | Nicolás Acuña     |
| 2002 | Sangre eterna                           | M                 | Jorge Olguín      |
| 2003 | Utopía                                  |                   | María Ripoll      |
| 2003 | El nominado                             | César             | Nacho Argiro      |
| 2004 | Inportunición                           | Antonio           | Luis Echeverri    |
| 2004 | Mala leche                              | Carlos            | León Errázuriz    |
| 2004 | No me toques                            |                   | Mauro Bravo       |
| 2007 | Fuori dalle corde                       | Ramírez           | Fulvio Bernasconi |
| 2009 | Teresa                                  | Gustavo Balmaceda | Tatiana Gaviola   |
| 2017 | Artax                                   | Bruno             | Diego Corsini     |
| 2018 | American Huaso                          |                   | José Palma        |
| 2020 | Matar a Pinochet                        | Torturador        |                   |
| 2020 | Un cuento de dos mujeres (cortometraje) | Simón             | Max Sotomayor     |
| 2023 | Allanamiento                            | Salas             | Tomás González    |

## Televisión
| Año  | Título           | Papel                       | Ref.            |
| ---- | ---------------- | --------------------------- | --------------- |
| 2002 | Buen Partido     | Dardo Retamal               |                 |
| 2003 | Puertas Adentro  | Ricardo Pereira             |                 |
| 2004 | Los Pincheira    | José Manuel Sotomayor       |                 |
| 2005 | Los Capo         | Luigi Tassotti              |                 |
| 2006 | Disparejas       | Gabriel Duarte              | Papel principal |
| 2007 | Vivir con 10     | Joaquín Cabrera             |                 |
| 2008 | Mala Conducta    | Carlos Bobadilla (Pelayito) |                 |
| 2009 | Sin Anestesia    | Ernesto Yáñez               |                 |
| 2010 | Manuel Rodríguez | Eusebio Jara                | [ 2 ]           |
| 2011 | Infiltradas      | Rómulo Barraza (El Trauko)  | Antagonista     |
| 2012 | La Sexóloga      | Luis Soto (DJ Beso)         |                 |

| Año       | Título                                     | Papel                   | Notas                                  |
| --------- | ------------------------------------------ | ----------------------- | -------------------------------------- |
| 2004      | De Neftalí a Pablo                         | Pablo Neruda            | Protagonista                           |
| 2004-2006 | JPT: Justicia para todos                   | Chuma / Camilo Guajardo | 2 episodios                            |
| 2007      | Héroes                                     | Antonio Navarro         | Episodio: Manuel Rodríguez             |
| 2008      | Huaiquimán y Tolosa                        | Marcelo Astudillo       | Episodio: ¿infidelidad o narcotráfico? |
| 2010      | Algo habrán hecho por la historia de Chile | Diego Portales          | Episodio: Freire y Portales            |
| 2015      | Más que un club                            | Enzo Rojas              | Protagonista                           |
| 2017-2021 | 62: Historia de un mundial                 | Juan Goñi               |                                        |
| 2018      | Mary & Mike                                | Eugenio Berríos         | 4 episodios                            |
| 2020      | Inés del alma mía                          |                         |                                        |
| 2022      | La jauría                                  | Alexis                  | 3 episodios                            |
| 2023      | La sangre del camaleón                     | Alvaro Valenzuela       | Antagonista                            |
| 2024      | Baby bandito                               | Marco                   | 3 episodios                            |

## Vídeos musicales
| Año  | Título    | Artista         | Dirección                          |
| ---- | --------- | --------------- | ---------------------------------- |
| 2010 | Maldición | Hic Sunt Leones | Francisco Almenara y Poroto Fuenes |

## Teatro
- Patas de Perro, basada en el libro de Carlos Droguett, dir.: Alfredo Castro, 2000.
- Tus deseos en Fragmentos, dirección y dramaturgia: Ramón Griffero, 2003.
- Norte, del dramaturgo Alejandro "chato" Moreno, dir.: Victor Carrasco, 2008.
- Yo, Feuerbach, dir.: Alexander Stillmark, 2009.
- Edgar Allan Poe, estás ahí?, dir.: Felipe Hurtado, 2017.

## Premios
- Premios APES 2000: Actor revelación en teatro (Patas de perro)
- Premios APES 2002: Mejor actor de cine (Mala leche)
- Festival de Cine de Horror de Los Ángeles (Screamfest Horror Film Festival): Mejor actor (Sangre eterna)

Nominaciones
- Premios Altazor 2003: Mejor actor de cine (Paraíso B)